# Лимарев (Воронежская область)
Лимарев — хутор в Ольховатском районе Воронежской области России.
Входит в состав Марьевского сельского поселения.

## География

### Улицы
- ул. Молодёжная
- ул. Школьная

## Население
| 1859 | 1897 | 2010 |
| ---- | ---- | ---- |
| 549  | ↗550 | ↘219 |